# شوالیه آخرالزمان
شوالیه آخرالزمان یا مینیون (به انگلیسی: The Minion) یک فیلم فراطبیعی ترسناک و اکشن آمریکایی-کانادای محصول سال ۱۹۹۸ به کارگردانی ژان مارک پیکه با بازی دولف لاندگرن و فرانسوا رابرتسون است. این فیلم به صورت تله‌فیلم و فیلم ویدئویی در کشورهای مختلف منتشر شد.